# Badovinci (Bogatić)
Pour les articles homonymes, voir Badovinci.
Badovinci (en serbe cyrillique : Бадовинчи) est une localité de Serbie située dans la municipalité de Bogatić, district de Mačva. Au recensement de 2011, elle comptait 4 795 habitants.
Badovinci, officiellement classé parmi les villages de Serbie, se trouve sur les rives de la Drina, à 3 km de la frontière entre la Serbie et la Bosnie-Herzégovine.

## Démographie

### Évolution historique de la population
| 1948  | 1953  | 1961  | 1971  | 1981  | 1991  | 2002  | 2011  |
| ----- | ----- | ----- | ----- | ----- | ----- | ----- | ----- |
| 5 791 | 6 145 | 6 278 | 5 943 | 5 879 | 5 640 | 5 406 | 4 795 |

|  |